# Zulfiya Umidova
Zulfiya Ibragimovna Umidova (Taskent, Región de Sir Daria, URSS, 1 de junio de 1897 - 1980), fue una cardióloga soviética y miembro correspondiente de la Academia de Ciencias Médicas de la URSS (1948).

## Biografía
Nació el 1 de junio de 1897 en Taskent. Se graduó con honores en el Gimnasio de Mujeres de Taskent, aprobó sus exámenes de madurez en una escuela real y se matriculó en el Instituto Médico de Mujeres de Petrogrado, donde estudió hasta abril de 1918. De 1918 a 1920 trabajó en el 159.º Hospital de Evacuación de la Comisaría del Pueblo de Turkestán en Taskent, y de 1920 a 1922 trabajó como instructora para la Comisaría de Salud del Pueblo.
En 1922 se graduó en la Facultad de Medicina de la Universidad Estatal de Asia Central (Universidad Nacional de Uzbekistán) y posteriormente trabajó como interna en una clínica terapéutica de hospital. De 1926 a 1930 trabajó como interna en el 2nd City Hospital.
En 1930 regresó al Instituto Médico de Taskent, donde ocupó el puesto de asistente y más tarde profesora asociada en la clínica terapéutica del hospital (1937-1944).De 1945 a 1969 dirigió el departamento y la clínica terapéutica del hospital.
En 1937, por su labor científica, se le concedió el título de Candidata en Ciencias Médicas.
En 1946 defendió su tesis doctoral sobre el tema: "El sistema cardiovascular de una persona sana y las características de la presentación clínica del infarto de miocardio y otras formas de insuficiencia coronaria en un clima cálido".
En 1948 fue elegida miembro correspondiente de la Academia de Ciencias Médicas. De 1970 a 1975 trabajó como profesora-consultora en la clínica terapéutica del hospital. Durante muchos años fue consultora jefe de la Cuarta Dirección Principal del Ministerio de Salud de la República.
En 1944, recibió el título de doctora de honor y más tarde se convirtió en Científica y Tecnóloga Distinguida de Uzbekistán. Fue elegida diputada del Ayuntamiento de Taskent tres veces (1961, 1965, 1967) y diputada del Consejo Supremo de Karakalpakistán en 1951. Participó en los congresos de mujeres democráticas de Budapest (1946) y Helsinki (1951) y formó parte de una delegación a la India (1952).Falleció en 1980.

## Obras
Era especialista en los campos de la fisiología y la cardiología. Sus primeros trabajos en cardiología, tanto como autora única como en colaboración con los profesores G.F Mankus e I.A Kassirsky, los dedicó al estudio electrocardiográfico de la malaria y la avitaminosis.
Posteriormente, junto con sus compañeros de su departamento, abordó cuestiones relacionadas con la fisiología y patología del sistema cardiovascular en un clima cálido. Bajo su directa supervisión se realizaron estudios bioquímicos. Bajo su dirección se llevaron a cabo los primeros estudios epidemiológicos en Andiján, estudiando la prevalencia de la cardiopatía isquémica y la hipertensión arterial en dos grandes regiones de Tashkent.Investigó la presentación clínica del infarto agudo de miocardio, la aterosclerosis y la hipertensión, así como el papel de los mecanismos previos de aclimatación y adaptación, el reumatismo y los defectos cardíacos adquiridos (describió los primeros signos de miocarditis reumática). En la década de 1970, estudió el impacto del clima cálido como factor ambiental constante en el sistema cardiovascular.
Trabajó para equipar la clínica con equipos avanzados y poner en práctica métodos informativos de diagnóstico y tratamiento, incluido el uso sistemático del fonocardiógrafo italiano "Galileo", pruebas con esfuerzo físico dosificado (cicloergometría, prueba de maestría) y pruebas farmacológicas con nitroglicerina y obzidan. También estudió el sistema respiratorio externo y la sala de oxigenoterapia, equipada con tiendas de oxígeno y un suministro centralizado de oxígeno.
Es autora de 80 trabajos científicos, incluidas tres monografías: "Problemas de climatofisiología" (1939), "Fisiología y patología del sistema cardiovascular en un clima cálido" (1949) y "Ensayos sobre cardiología en un clima cálido" (1975). Bajo su dirección se defendieron 32 tesis doctorales y 3 tesis doctorales. Colaboró activamente con la sociedad "Znanie", dando conferencias tanto en uzbeko como en ruso.
Dirigió las sociedades científicas terapéuticas y cardiológicas de la república, se desempeñó como editora de la sección "Cardiología" de la Gran Enciclopedia Médica (3ª edición), fue miembro de la junta directiva de sociedades de cardiología y terapéuticas y miembro de los consejos editoriales de las revistas "Cardiology" y "Therapeutic Archive", así como la Asociación Internacional de Terapeutas.

## Premios
- Mehnat Qizil Bayroq ordeni (Orden de la Bandera Roja del Trabajo) [6]
- Oʻzbekiston SSR fan va texnika arbobi (Persona de ciencia y tecnología de la República Socialista Soviética de Uzbekistán, 1949) [6][3][7][8]
- Oʻzbekiston SSR shifokori (Doctor de la República Socialista Soviética de Uzbekistán, 1945) [6][7][8][3]